# Älvängen
Älvängen – miejscowość (tätort) w Szwecji, w regionie administracyjnym (län) Västra Götaland, w gminie Ale.
Według danych Szwedzkiego Urzędu Statystycznego liczba ludności wyniosła: 4759 (31 grudnia 2015), 5818 (31 grudnia 2018) i 6036 (31 grudnia 2019).